# Lúcio Autrônio Peto
Lúcio Autrônio Peto (em latim: Lucius Autronius Paetus) foi um político da gente Autrônia da República Romana nomeado cônsul sufecto em 33 a.C. e governou juntamente com o cônsul Lúcio Volcácio Tulo. Era filho de Públio Autrônio Peto, cônsul eleito em 66 a.C. que não pôde assumir o cargo por ter sido condenado por suborno eleitoral em conjunto com seu colega Públio Cornélio Sula. 

## Carreira
Foi nomeado cônsul sufecto em 33 a.C. substituindo Otaviano, que renunciou ao cargo imediatamente depois de assumi-lo, em 1 de janeiro, e abdicou em 1 de junho, sendo substituído por Lúcio Flávio. Foi procônsul na África, possivelmente entre 29 e 28 a.C., quando celebrou um triunfo depois de ser aclamado imperator por seus soldados.